# Ёсиюки, Юми
Юми Ёсиюки (яп. 吉行由実 или 吉行由美 Ёсиюки Юми, род. 19 августа 1965 г.) — японская актриса, сценарист и режиссёр. Наиболее известна своими фильмами в жанре «пинку эйга».

## Биография
Увлеклась кинематографией во время изучения экономики в университете Доккё. В 1993 году дебютировала в качестве актрисы снявшись в «пинку эйга» фильме «Petting Lesbians: Sensitive Zone» (яп. ペッティング・レズ　性感帯), снятом Тосики Сато. Ко времени своего дебюта в качестве режиссёра, произошедшего 3 года спустя, Ёсиюки уже снялась в более чем 100 фильмах. Среди знаменитых режиссёров, у которых она снималась, можно выделить Сатору Кобаяси. Юми Ёсиюки снялась в его фильме 1995 года «Erotic Ghost Story: Female Ghost in Heat» (яп. 色欲怪談　発情女ゆうれい), главную роль в котором сыграла Нао Саэдзима. Ёсиюки получил премию кинофестиваля «Yokohama Film Festival» в номинации «Best Supporting Actress» за свою роль, сыгранную в фильме Акио Дзиссодзи «The D-Slope Murder Case» (яп. D坂の殺人事件), снятом по роману Эдогавы Рампо.
В 1996 году Ёсиюки сняла свой первый фильм в жанре «пинку эйга» «Chronic Rutting Adultery Wife» (яп. まん性発情不倫妻). На конкурсе «Pink Grand Prix» Юми Ёсиюки одержала победу в номинации «Best New Director», а также заняла второе место в номинации «Best Actress». «Chronic Rutting Adultery Wife» был назван десятым лучшим фильмом года, снятом в жанре «пинку эйга». После этого фильмы, снятые Юми Ёсиюки, часто попадали в десятку лучших. Также Ёсиюки получил премию на конкурсе «Pink Grand Prix» 2004 года за сценарий, написанный к фильму «Housekeeper with Beautiful Skin: Made Wet with Finger Torture» (яп. 美肌家政婦　指責め濡らして).
Специалист по жанру «пинку эйга» Джаспер Шарп считает, что стиль Ёсиюки как режиссёра контрастирует с режиссёрским стилем Сати Хамано. По мнению Шарпа, стиль Ёсиюки «мягче и нежнее», чем у Хамано, стиль которой он считает «более пошлым, грубым и сырым, чем большая часть жанра». В большинстве фильмов Ёсиюки показана жизнь обычных женщин в современной Японии. Хотя это не является чем-то необычным для жанра «пинку эйга», всё же работы Ёсиюки примечательны своей достоверностью и внимательностью к мелочам.
Фильмы Юми Ёсиюки также получили признание за пределами поклонников жанра «пинку эйга». В 2004 году снятый ей фильм «Aspiring Home Tutor: Soiled Pure Whiteness» (яп. 憧れの家庭教師　汚された純白) был предложен к показу на кинофестивале «Yubari International Fantastic Film Festival». В 2006 году другой фильм Ёсиюки «Big Tit Sisters: Blow Through the Valley» также был предложен к показу на кинофестивале, но под другим названием «Three Rules to be a Witch» (яп. 魔女になるための３つのルール), помимо этого Юми Ёсиюки получила приглашение туда в качестве гостя. Фильм «Big Tit Sisters: Blow Through the Valley» также получил признание внутри жанра «пинку эйга», одержав победу в номинации «7th Best Film» на церемонии «Pink Grand Prix». Снятый в том же году фильм Ёсиюки «Just When I Need You Most» (яп. せつないかもしれない) был признан пятым лучшим фильмом года, а также был показан на кинофестивале «13th Lesbian and Gay Film Festival».